# DVB-H
A DVB-H (Digital Video Broadcasting – Handheld) digitális mobil televíziózást jelent, olyan „szolgáltatást”, melynek segítségével mobiltelefonon keresztül nézhetőek digitális TV-adások. A DVB-H-rendszer a földfelszíni digitális televíziózás egyik ígéretes új üzleti lehetősége. A mobiltelefon készülékeken keresztül televíziós csatornát sugárzó technológia a DVB-T-rendszerrel is kompatibilis. A földi mobil műsorszórás elsődleges technológiájaként tartják számon.

## Története
Európában az első kereskedelmi szolgáltatást 2006-ban vezették be a futball világbajnokság alkalmából. 2008-ban az Európai Unió a két versenyben álló szabvány közül, DVB-H és DMB az előbbit választotta, ezzel az Európai Bizottság a technikai normák rendszerébe bevette és az Unió tagországait is felszólította, hogy a DVB-H szolgáltatások bevezetését támogassák. Ennek a választásnak az eredményeképpen Hollandia, Ausztria és Svájc is csatlakozott a DVB-H alapú mobil-televíziós szolgáltatáshoz. Olaszországban 2009 februárjában már több mint 1 millió előfizetővel számolhattak, míg Ausztriában 90 ezerre, Hollandiában pedig 30 ezerre volt tehető az előfizetők száma.
Magyarországon a Nemzeti Hírközlési Hatóság 2008-ban írt ki pályázatot öt földfelszíni digitális televízió- és egy földfelszíni digitális rádióműsor-szóró hálózat üzemeltetésére. A pályázatokat az Antenna Hungária nyerte meg és 2008. szeptember 5-én aláírták az erre vonatkozó szerződéseket. 2008. december 1-jén Budapest legnagyobb részén elindulhatott a B jelű multiplexen a DVB-H szolgáltatás a beállított adóteljesítményeknek és adási paramétereknek köszönhetően. A rendszer jó vételt biztosít mind az épületeken belül, mind kültéri lefedettségnél. Három helyről történik a sugárzás: a Széchenyi-hegyi állomásról, a Száva utcából és a Hármashatár-hegyről sugároznak. Az adók ugyanazon a frekvencián, az UHF sáv 38-as tévécsatornáján sugároznak, szinkronizált, egyfrekvenciás (SFN) hálózatot képeznek. Ez biztosítja, hogy a vevőkészülékek áthaladva a körzetek határain is folyamatosan veszik a kiválasztott műsort. Lásd még: MinDig TV

## Technikai jellemzők

A DVB-H struktúrája

A DVB-H sávszélességei:
- VHF-III (170-230 MHz) VHF-III (170-230 MHz)
- UHF-IV/V (470-862 MHz) UHF-IV / V (470-862 MHz)
- L (1.452-1.492 GHz) L (1.452-1.492 GHz)